# Port lotniczy Szinkit
Port lotniczy Szinkit (IATA: CGT) – port lotniczy położony w Szinkit, w regionie Adrar, w Mauretanii.